# 로버트슨 스타디움
로버트슨 스타디움(Robertson Stadium)은 미국의 다목적 경기장이다. 텍사스주 휴스턴에 위치하고 있으며 과거 MLS 휴스턴 다이너모의 홈경기장으로 사용했다.